# José Luis Espert
José Luis Espert est un homme politique argentin d'extrême droite.
Candidat à l'élection présidentielle de 2019 à la tête du Parti libertarien, il finit dernier de l'élection. Il est ensuite élu député de la province de Buenos Aires en 2021.
Après avoir soutenu Patricia Bullrich lors de l'élection présidentielle de 2023, il rejoint en 2024 la coalition La liberté avance du président Javier Milei.
Il prône une thérapie de choc libérale incluant la suppression massive d'emplois publics et l'instauration du libre-échange.

## Parcours politique
En 2019, José Luis Espert lance sa candidature à l'élection présidentielle à la tête du Parti libertarien nouvellement formé. Sa candidature bénéficie du soutien de plusieurs économistes influents comme Javier Milei, et vise à construire un mouvement conservateur capable de concurrencer les forces politiques traditionnelles à moyen terme. Il n'obtient que 1,47% des voix, ce qui le place dernier parmi les candidats à l'élection.
Il se présente aux élections législatives de 2021 dans la province de Buenos Aires et obtient 7,5% des voix. Il est ainsi élu député.
Espert rejoint la coalition Ensemble pour le changement lors de l'élection présidentielle de 2023, représentée à l'élection par Patricia Bullrich. Espert soutient ensuite Javier Milei au second tour.
En mars 2024, José Luis Espert adhère à la coalition La liberté avance du président Javier Milei. Cette adhésion renforce le bloc parlementaire de La liberté avance d'un député supplémentaire.
En juin 2025, des membres de l'opposition péroniste auraient supposément déversé du fumier devant la résidence d'Espert et installé une pancarte indiquant « Acá esta la mierda de Espert » (« Voici la merde d'Espert »).
Cet incident survient quelques jours après qu'Espert ait proféré des insultes désobligeantes et sexistes contre Florencia Kirchner, fille de l'ancienne présidente Cristina Fernández de Kirchner, lors d'un congrès à l'université catholique argentine. Plusieurs personnes sont arrêtées en lien avec cette action, notamment une employée du ministère provincial des Femmes et de la Diversité de Buenos Aires, qui est ensuite assignée à résidence.

## Positionnement politique
José Luis Espert est positionné à l'extrême droite,,,.
Critique virulent de la politique économique de Mauricio Macri qu'il qualifie de « kirchnérisme policé », Espert préconise une thérapie de choc pour sortir l'Argentine de ce qu'il décrit comme « un échec d'un siècle marqué par le populisme économique ».
En 2019, son programme économique propose la suppression de 1,5 million d'emplois publics, l'abandon du modèle de substitution aux importations, la révision du droit du travail et l'instauration du libre-échange.